# Larry Adler

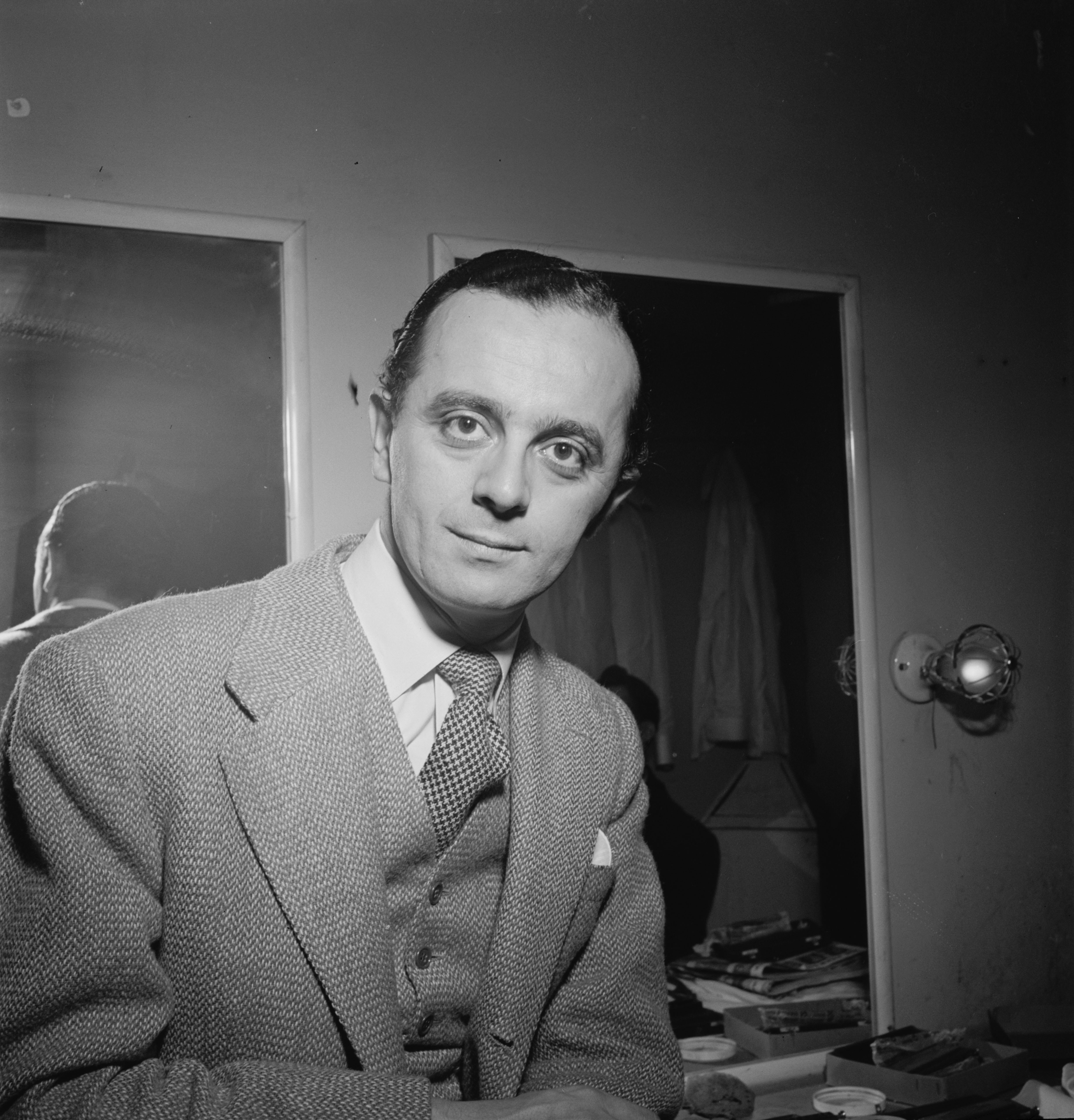

Larry Adler, geboren als Lawrence Cecil Adler, (Baltimore, 10 februari 1914 - Londen, 7 augustus 2001) was een Amerikaans harmonicaspeler en componist die ook in enkele films acteerde. Als kind kreeg hij pianoles. Hij leerde zichzelf om op de chromatische mondharmonica te spelen en is daar beroemd mee geworden.
In 1934 begon hij met filmmuziek. Al vrij snel lukte het hem om de mondharmonica de status te geven van een volwaardig instrument voor symfonie-orkesten. In 1941 vormde hij een groep met tapdanser Paul Draper, waar hij jaren mee heeft opgetreden.
Begin jaren vijftig werden ze beiden het slachtoffer van de heksenjacht op de communisten in de Verenigde Staten (ingezet door de senator Joseph McCarthy). Adler vertrok daarop naar Londen (1952), waar hij het grootste deel van zijn leven doorbracht. Hij bleef overigens altijd de Amerikaanse nationaliteit behouden.
Hij heeft met veel grote muzikanten samengewerkt, zoals Kate Bush en Sting. Deze laatste was zo onder de indruk van Adler dat hij het initiatief heeft genomen om diens 80e verjaardag te vieren met het uitbrengen van een cd ('The Glory of Gershwin') waarop muziek van Gershwin wordt uitgevoerd door Adler samen met diverse andere grote popartiesten.

## Trivia
- Zijn achternaam is eigenlijk Zelakovitch, maar zijn grootvader heeft de achternaam veranderd om niet meer onderaan de lijst te verschijnen van immigrantenlijstjes in de Verenigde Staten.
- Voor de soundtrack van Genevieve (1953) kreeg hij een Oscar-nominatie. Vanwege de zwarte lijst van McCarthy kwam hij overigens niet voor op de lijsten van de genomineerden. Dit is pas 31 jaar later rechtgezet.
- Zijn agent wilde destijds dat Adler 750 pond zou krijgen voor zijn bijdrage aan de film, maar er werd niet meer dan 2,5% van de winst op de film geboden. Een slechte deal volgens de agent die niet verwachtte dat Genevieve ooit uit de kosten zou komen. Maar Adler zei toch ja. Na vier weken was de film uit de kosten en stroomde het geld binnen.

- Bibsys: 4014979
- Biblioteca Nacional de España: XX1459543
- Bibliothèque nationale de France: cb13926078x (data)
- CiNii: DA15769454
- Gemeinsame Normdatei: 119458802
- International Standard Name Identifier: 0000 0000 8386 3186
- Library of Congress Control Number: n83071544
- Nationale Bibliotheek van Letland: 000221188
- MusicBrainz: 7cca660c-b6b4-410b-a988-afdca3ec87b2
- Nationale Bibliotheek van Tsjechië: ola2002159391
- Nationale bibliotheek van Australië: 35853924
- Nationale Bibliotheek van Israël: 987007257569705171
- Nederlandse Thesaurus van Auteursnamen: 095249575
- SNAC: w67p93sv
- Système universitaire de documentation: 079922759
- Museum of New Zealand Te Papa Tongarewa: 30979
- Trove: 1116839
- Virtual International Authority File: 59271859
- WorldCat: E39PBJyhcbkBfqYx8bwFhmJ4bd